# Tom Starke
Tom Starke (Freital, 18 maart 1981) is een Duits doelman in het betaald voetbal. Hij verruilde in 2012 TSG 1899 Hoffenheim voor FC Bayern München, waar hij in december 2014 zijn contract verlengde tot medio 2016.. Hij werd bij Bayern München derde keeper achter Manuel Neuer en Sven Ulreich.

## Cluboverzicht
| Seizoen | Club                | Competitie    | Weds | Goals |
| ------- | ------------------- | ------------- | ---- | ----- |
| 2003/04 | Bayer 04 Leverkusen | Bundesliga    | 0    | 0     |
| 2003/04 | → Hamburger SV      | Bundesliga    | 2    | 0     |
| 2004/05 | Bayer 04 Leverkusen | Bundesliga    | 0    | 0     |
| 2005/06 | SC Paderborn 07     | 2. Bundesliga | 17   | 0     |
| 2006/07 | SC Paderborn 07     | 2. Bundesliga | 30   | 0     |
| 2007/08 | MSV Duisburg        | Bundesliga    | 31   | 0     |
| 2008/09 | MSV Duisburg        | 2. Bundesliga | 24   | 0     |
| 2009/10 | MSV Duisburg        | 2. Bundesliga | 31   | 0     |
| 2010/11 | TSG 1899 Hoffenheim | Bundesliga    | 25   | 0     |
| 2011/12 | TSG 1899 Hoffenheim | Bundesliga    | 33   | 0     |
| 2012/13 | FC Bayern München   | Bundesliga    | 3    | 0     |
| 2013/14 | FC Bayern München   | Bundesliga    | 2    | 0     |
| 2014/15 | FC Bayern München   | Bundesliga    | 0    | 0     |
| 2015/16 | FC Bayern München   | Bundesliga    | 0    | 0     |
| 2016/17 | FC Bayern München   | Bundesliga    | 0    | 0     |
|         |                     | Totaal        | 197  | 0     |

## Erelijst
| UEFA Super Cup           | 1x | 2013                                                 |
| Wereldkampioen clubteams | 1x | 2013                                                 |
| Kampioen Bundesliga      | 6x | 2012/13, 2013/14, 2014/15, 2015/16, 2016/17, 2017/18 |
| DFB-Pokal                | 2x | 2012/13, 2013/14                                     |
| Duitse supercup          | 1x | 2012                                                 |